# Áed mac Ainmuirech

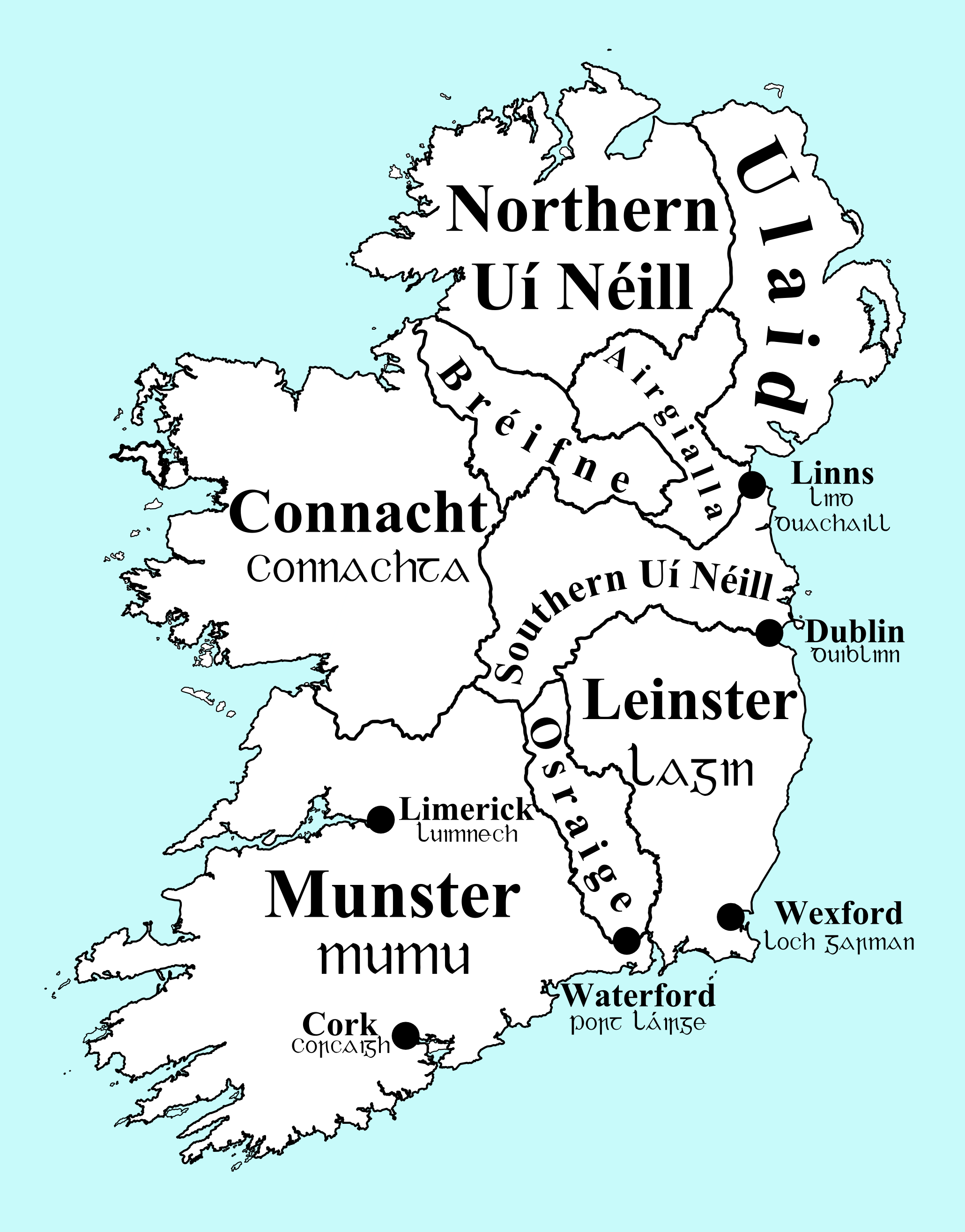
Mapa de Irlanda, alrededor del año 900, con los reinos y las principales ciudades (vikingas) indicadas.

Áed mac Ainmuirech (m. 598) fue un rey supremo de los Uí Néill del norte.
Pertenecía a la casa de Cenél Conaill y era primo lejano de Columba de Iona. Era hijo de Ainmuire mac Sétnai (m. 569), posible rey supremo anterior. Su madre era Bríg, hija de Chobtaig, hijo de Ailill, hijo de Nath Í, hijo de Crimthann mac Énnai hijo de Énnae Cennsalach de los Uí Ceinnselaig de Leinster.
Llegó al poder algunas décadas después de la muerte del último rey de Tara del viejo estilo pagano, Diarmait mac Cerbaill (m. 565), tras un periodo en el que no está claro que los Uí Néill tuvieran un rey supremo, ni es seguro que sus contemporáneos hubieran reconocido a Áed como tal. El trono supremo de Irlanda alternaba entre las casas de Cenél nEógain y Cenél Conaill a finales del siglo VI. Es difícil desentrañar el reinado de Áed del de su primo segundo de más edad Báetán mac Ninneda (m. 586). A su reinado se le han dado varias fechas en las listas reales, todas las cuales sitúan el comienzo del mismo antes de la muerte de Báetán. Ambos reyes son omitidos del Baile Chuinn, la lista de reyes irlandesa más antigua, aunque este puede ser un documento sesgado. Es posible que Báetán no fuera coronado como rey supremo, pero recibió esta posición de los historiadores sintéticos para explicar el gobierno de Báetán mac Cairill (m. 581) del Dal Fiatach de Ulster como rey supremo. Las listas reales sólo le asignan un año de reinado. Fuera Báetán rey de Tara o no, el poder efectivo entre los Ui Neill del norte fue Áed mac Ainmuirech.
Se sabe que se reunió con Áedán mac Gabráin, rey de Dál Riata, en 575 en el Sínodo o Convención de Drumceat, para acordar una alianza, presumiblemente patrocinada por su primo Columba. Áed y Áedán se veían amenazados por las acciones del rey de Ulaid Báetán mac Cairill del Dál Fiatach, e interesaba a ambos que Dál Riada no fuera sometida al ambicioso Báetán, en lo que tuvieron éxito. Áed pudo haberse convertido en rey supremo después de esto, posiblemente en 576. Es también bastante posible que esta conferencia no tuviera lugar hasta 587 que es la fecha recordada en los Anales de Clonmacnoise. La muerte de Báetán mac Ninneda habría ocurrido en 586 y los Anales de Ulster registran dos fechas de muerte para Báetán mac Cairill, una de ellas en 587.
Un desafío al gobierno de Áed entre los Ui Neill del norte fue lanzado por Colcu mac Domnaill de Cenél nEógain. Se enfrentaron en la Batalla de Druim Meic Erce (Drumhirk, Condado Tyrone) en 580 y Colcu resultó muerto. Entonces en 586, Báetán mac Ninneda fue asesinado en Léim en Eich a instancias de Colmán Bec (m. 587), rey de Uisnech de los Ui Neill del sur quien pretendía hacerse con el trono supremo. En 587 Áed acabó con esta amenaza cuándo Colman murió en la batalla de Belach Dathi.
Otro reto a Áed pudo llegar desde el Ulster en la persona de Fiachnae mac Báetáin (m. 626) de Dál nAraidi. En la conferencia real en Druim Cett los asuntos de Osraige había sido discutidos implicando una influencia por Áed sobre los asuntos de Munster. En 597 Fiachnae ganó la Batalla de Sliab Cua en el territorio de Munster. Fiachnae había vencido anteriormente una batalla sobre los Ciannachta de Brega en 594. La posibilidad es que Fiachnae fuera rey de Tara en los años 590.
Áed llegó al enfrentamiento con Brandub mac Echach, Rey de Leinster de los Uí Cheinnselaig que se resistía al avance de los Ui Neill. Según la tradición de saga preservada en el Borúma Laigin (Tributo de Ganado de Leinster), Brandub había matado a Cummascach, el hijo de Áed por exigirle el derecho a dormir con su esposa durante una visita real. Los anales registran el asesinato del hijo de Áed a manos de Brandub en 597 en Dún Buchat. Aun así, en la batalla de Dún Bolg (Dunboyke, moderno Condado de Wicklow) en 598, Áed fue derrotado y muerto por Brandub.
Áed mantenía relaciones cercanas con su primo San Columba. Pudo haber encargado un elogio a la muerte del santo y es muy probable que concediera tierras al monasterio de Durrow. Áed fue sucedido como rey de los Uí Néill del norte por Colmán Rímid, hijo de Báetán mac Muirchertaig, de los Cenél nEógain. El hijo de Áed, Conall Cú mac Áedo (m. 604) fracasó en su intento de obtener el trono supremo tras la muerte de su padre, pero sus hijos Máel Cobo (m. 615) y Domnall (m. 642) fueron reyes supremos de los Uí Néill del norte.